# El ángel del acordeón
El ángel del acordeón es una película dramática colombiana de 2008 dirigida por María Camila Lizarazo, basada en la obra del mismo nombre de la autora Ketty María Cuello. La película está protagonizada por Noelle Schonwald, Camilo Molina, Dyonnel Velásquez, Etty Grossman y Estefanía Borge.

## Sinopsis
En la costa atlántica de Colombia, un niño llamado Poncho sueña con ser un gran acordeonista para ganar el amor de Sara María, que le pide que le componga una gran canción que lo haga famoso. Sin embargo, Poncho deberá sobrellevar una serie de dificultades tanto económicas como sociales para conseguir sus objetivos.

## Reparto
- Camilo Molina - Poncho (niño)
- Dionnel Velásquez - Pepe (niño)
- Javier Ramírez - Felipe
- Aileen Celeste Gómez - Gabriela
- César Navarro - Poncho
- Arturo Buelvas - Pepe
- Etty Grossman - Sara María (niña)
- Estefanía Borge - Sara María
- Luis Caballero - Juan
- Janer Mena - Pedro
- Juliana Posso - paloma
- Marlon Moreno - Agustín
- Noelle Schonwald - Paulina
- Yuldor Gutiérrez - Jairo
- Maribel Abello
- Herman López